# Abbeville (Calvados)
Abbeville is een dorp in de Franse gemeente Saint-Pierre-en-Auge in het departement Calvados.

## Geschiedenis
In de 13de eeuw werd de plaats vermeld als Abbatis Villa.
Op het eind van het ancien régime werd Abbeville een gemeente. De gemeente werd in 1833 al opgeheven. Een gedeelte, met de kerk, werd bij de gemeente Vaudeloges gevoegd, een ander deel bij de gemeente Ammeville. In 1973 werd Ammeville met negen andere gemeenten samengevoegd in de nieuwe gemeente L'Oudon in een zogenaamde "fusion association".
L'Oudon en Vaudeloges maakten deel uit van het kanton Saint-Pierre-sur-Dives tot dit op 22 maart 2015 werd opgeheven en de gemeenten werden opgenomen in het kanton Livarot. Op 1 januari 2017 fuseerde de gemeenten van het voormalige kanton tot de commune nouvelle Saint-Pierre-en-Auge, waardoor het gebied weer in één gemeente kwam te liggen.

## Bezienswaardigheden
- De Église Notre-Dame

Lijst van Franse gemeenten · Arrondissement Lisieux · Calvados · Normandië